# Robin and Marian
Robin and Marian (bra: Robin e Marian; prt: A Flecha e a Rosa) é um filme de romance e aventura de época britânico-americano dirigido por Richard Lester e escrito por James Goldman, baseado na lenda de Robin Hood. É estrelado por Sean Connery como Robin Hood, Audrey Hepburn como Lady Marian, Nicol Williamson como Little John, Robert Shaw como o Xerife de Nottingham e Richard Harris como Ricardo Coração de Leão. Ele também estrela o comediante Ronnie Barker como Frei Tuck. Foi filmado em Zamora, Espanha. O filme marcou o retorno de Hepburn as telas depois de uma ausência de oito anos.
Lester fez Robin e Marian em meio a uma série de peças de época, incluindo Os Três Mosqueteiros (1973). A música original foi composta por John Barry. O filme era para ter sido originalmente intitulado A Morte de Robin Hood, mas foi alterado pela Columbia Pictures para ser mais comercializável.

## Elenco
- Sean Connery como Robin Hood
- Audrey Hepburn como Lady Marian
- Robert Shaw como o Xerife de Nottingham
- Nicol Williamson como João Pequeno
- Richard Harris como Ricardo Coração de Leão
- Denholm Elliott como Will Scarlet
- Ronnie Barker como Frei Tuck
- Kenneth Haigh como  Sir Ranulf
- Ian Holm como  Rei João
- Bill Maynard como Mercadier
- Esmond Knight como velho defensor
- Veronica Quilligan como irmã Mary
- Peter Butterworth como Cirurgião
- John Barrett como Jack
- Kenneth Cranham como aprendiz de Jack
- Victoria Abril como Rainha Isabel